# Les Monthairons
Les Monthairons sont une commune française située dans le département de la Meuse, en région Grand Est.

## Géographie

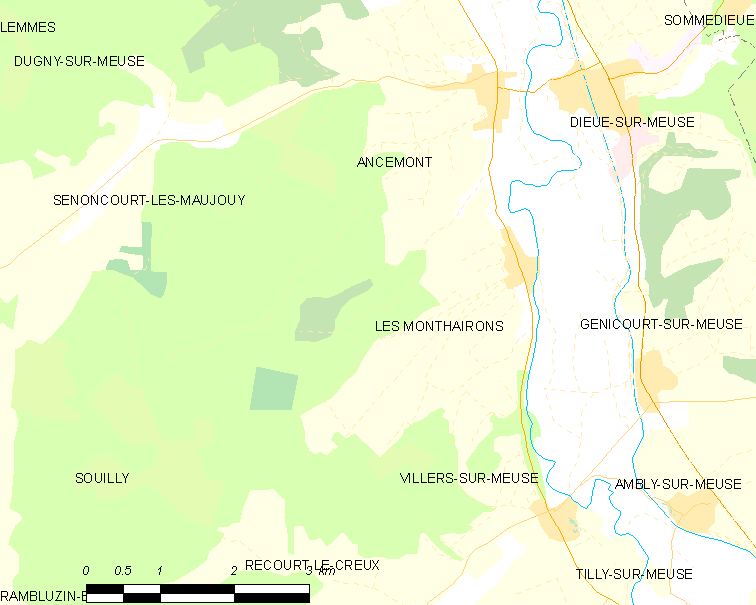
Carte de la commune.
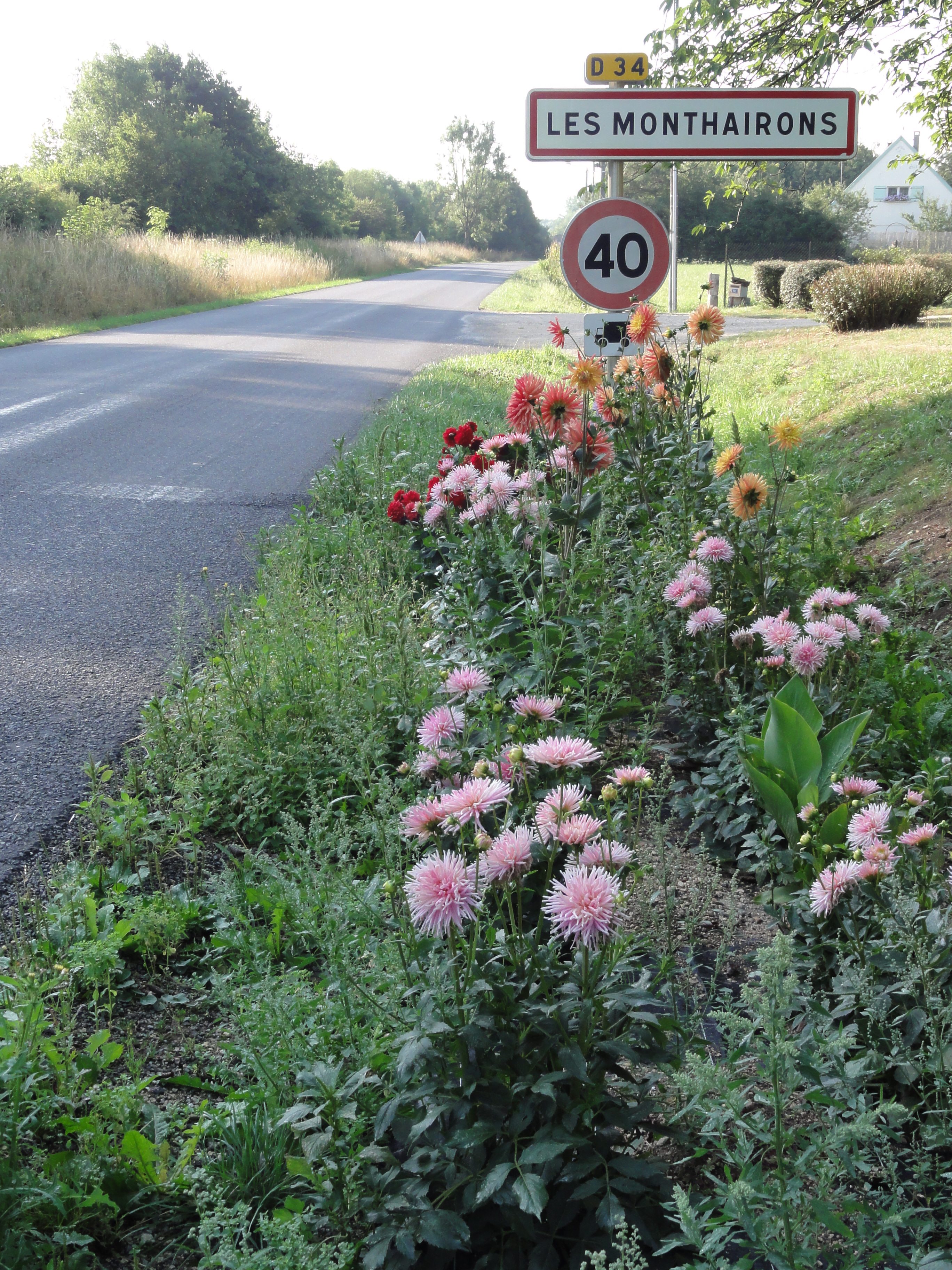
Entrée des Monthairons.

| Ancemont         | Ancemont            | Dieue-sur-Meuse     |
| Ancemont         | des Monthairons     | Dieue-sur-Meuse     |
| Récourt-le-Creux | Génicourt-sur-Meuse | Génicourt-sur-Meuse |

### Hydrographie
La commune est dans le bassin versant de la Meuse au sein du bassin Rhin-Meuse. Elle est drainée par la Meuse et le Clair Fosse,.
La Meuse, d'une longueur de 486 km, est un fleuve européen qui prend sa source en France, dans la commune du Châtelet-sur-Meuse, à 409 mètres d'altitude, et se jette dans la mer du Nord après un cours long d'approximativement 950 kilomètres traversant la France, la Belgique et les Pays-Bas. 

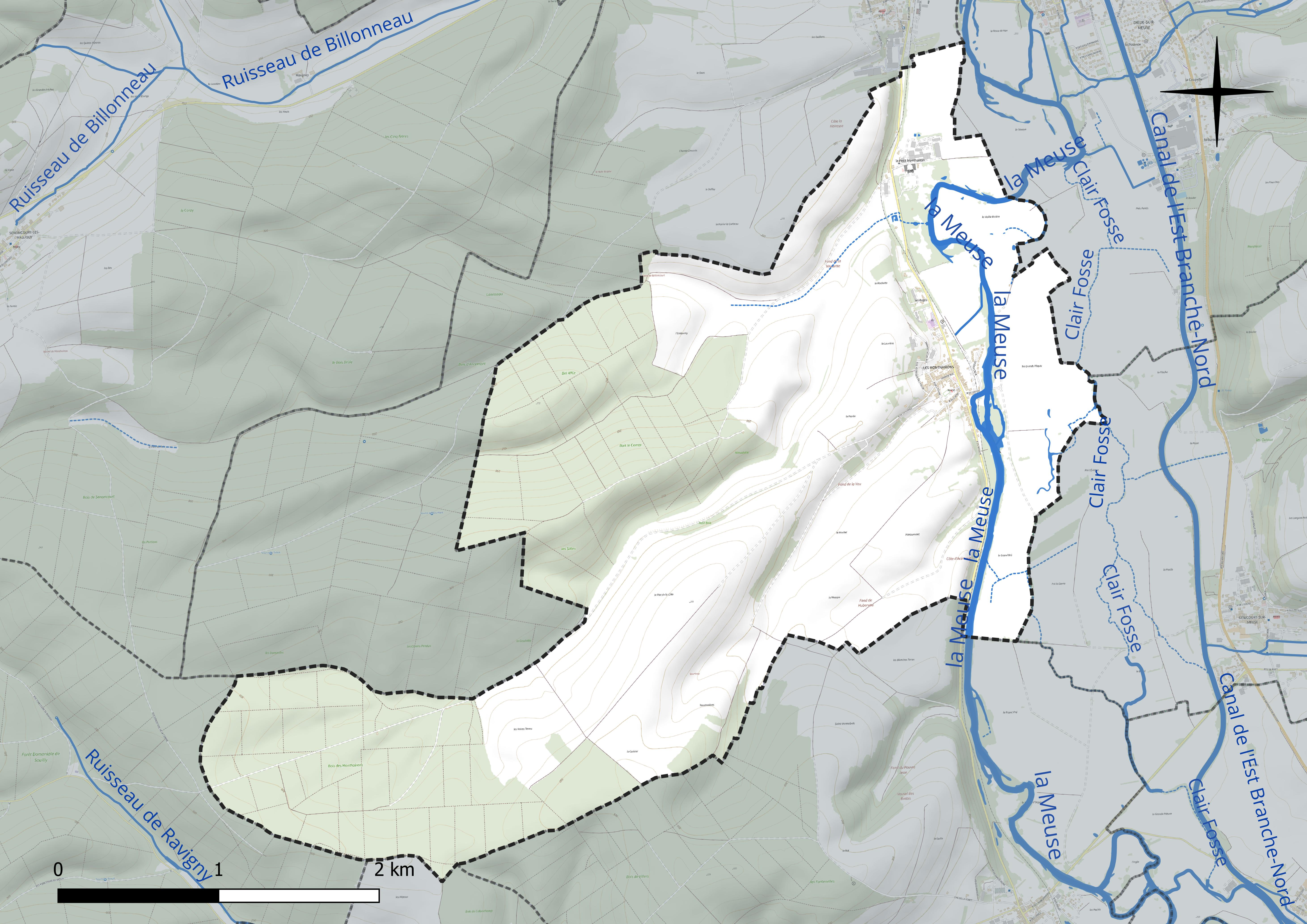
Réseau hydrographique des Monthairons.

### Climat
Pour des articles plus généraux, voir Climat du Grand Est et Climat de la Meuse.
En 2010, le climat de la commune est de type climat de montagne, selon une étude du Centre national de la recherche scientifique s'appuyant sur une série de données couvrant la période 1971-2000. En 2020, Météo-France publie une typologie des climats de la France métropolitaine dans laquelle la commune est exposée à un climat océanique altéré et est dans la région climatique  Lorraine, plateau de Langres, Morvan, caractérisée par un hiver rude (1,5 °C), des vents modérés et des brouillards fréquents en automne et hiver. 
Pour la période 1971-2000, la température annuelle moyenne est de 9,8 °C, avec une amplitude thermique annuelle de 15,9 °C. Le cumul annuel moyen de précipitations est de 965 mm, avec 13,9 jours de précipitations en janvier et 9,5 jours en juillet. Pour la période 1991-2020, la température moyenne annuelle observée sur la station météorologique de Météo-France la plus proche, « Bonzée_sapc », sur la commune de Bonzée à 14 km à vol d'oiseau, est de 10,6 °C et le cumul annuel moyen de précipitations est de 783,7 mm. 
La température maximale relevée sur cette station est de 40,6 °C, atteinte le 24 juillet 2019 ; la température minimale est de −17,3 °C, atteinte le 7 février 2012,,. 
Les paramètres climatiques de la commune ont été estimés pour le milieu du siècle (2041-2070) selon différents scénarios d'émission de gaz à effet de serre à partir des nouvelles projections climatiques de référence DRIAS-2020. Ils sont consultables sur un site dédié publié par Météo-France en novembre 2022.

## Urbanisme

### Typologie
Au 1er janvier 2024, Les Monthairons sont catégorisés commune rurale à habitat dispersé, selon la nouvelle grille communale de densité à sept niveaux définie par l'Insee en 2022.
Elle est située hors unité urbaine. Par ailleurs la commune fait partie de l'aire d'attraction de Verdun, dont elle est une commune de la couronne,. Cette aire, qui regroupe 103 communes, est catégorisée dans les aires de moins de 50 000 habitants,.

### Occupation des sols
L'occupation des sols de la commune, telle qu'elle ressort de la base de données européenne d’occupation biophysique des sols Corine Land Cover (CLC), est marquée par l'importance des territoires agricoles (61,2 % en 2018), une proportion sensiblement équivalente à celle de 1990 (60,8 %). La répartition détaillée en 2018 est la suivante : 
terres arables (42,3 %), forêts (36,3 %), prairies (19 %), zones urbanisées (2,4 %). L'évolution de l’occupation des sols de la commune et de ses infrastructures peut être observée sur les différentes représentations cartographiques du territoire : la carte de Cassini (XVIIIe siècle), la carte d'état-major (1820-1866) et les cartes ou photos aériennes de l'IGN pour la période actuelle (1950 à aujourd'hui).

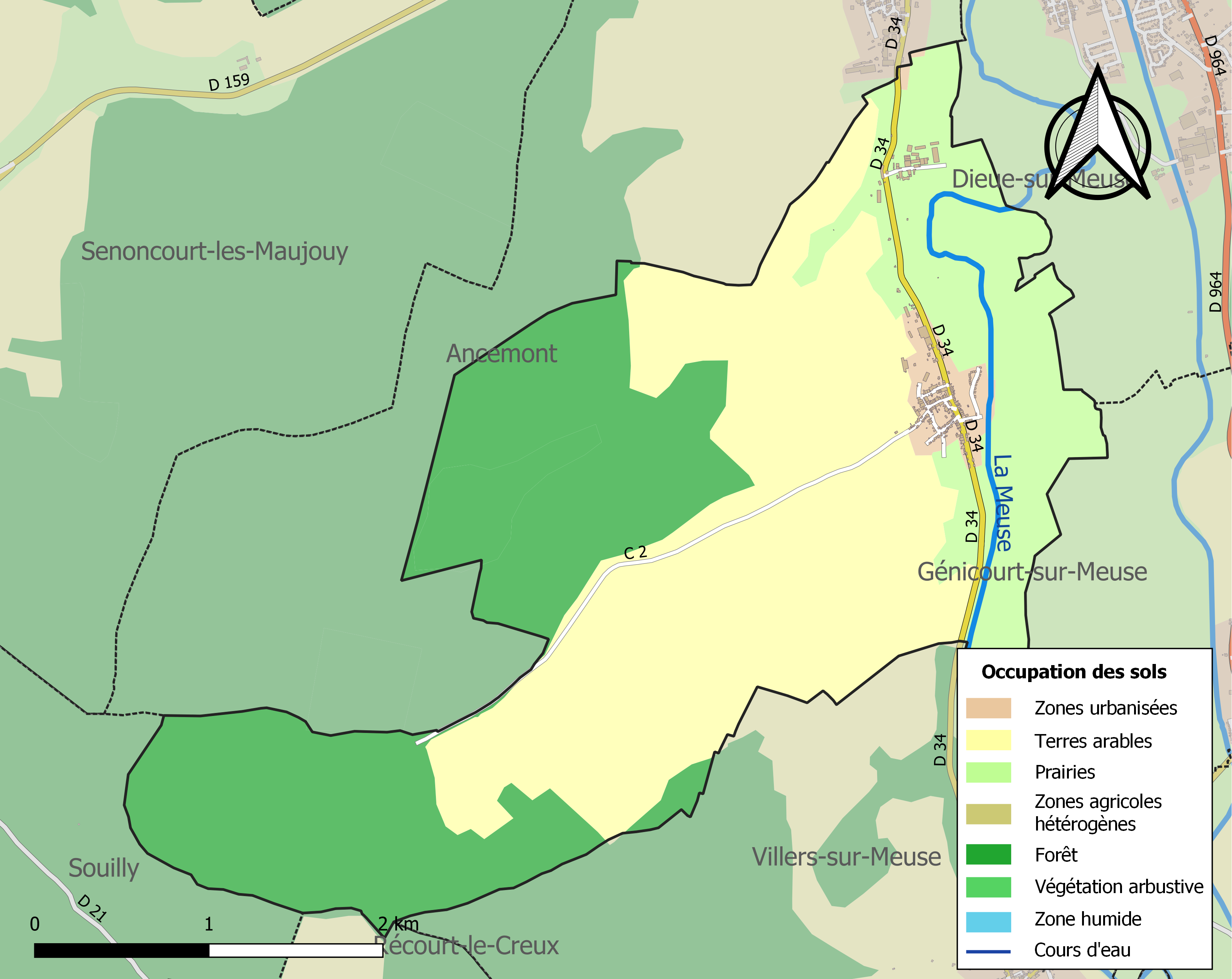
Carte des infrastructures et de l'occupation des sols de la commune en 2018 (CLC).

## Toponymie
Le nom de la localité est attesté sous les formes Mons ardea, Mons Ardecus, ont succédé en 1306-1334, Maheron, Meharon en 1356, Maharon en 1370. En 1579, c’était Grand Mehairon. On trouve encore Monthero en 1656 et Montheron le Grand en 1700. Monthairon en 1793, Les Monthairon en 1801.

L’orthographe actuelle semble déjà utilisée avant la Révolution bien qu’ultérieurement subsistent encore Mohairon ou Montheron.
 
En patois local, c’est M’haron (h aspiré).
Le parc du château comporte toujours une héronnière, qui, selon une fort jolie légende dont nous connaissons mal l’origine, aurait donné son nom au village : Les Monthairons et à son Château des Monthairons.

## Politique et administration
| Période                                  | Période  | Identité          | Étiquette | Qualité                                       |
| ---------------------------------------- | -------- | ----------------- | --------- | --------------------------------------------- |
| Les données manquantes sont à compléter. |          |                   |           |                                               |
| mars 1971                                | mai 2020 | Alfred Pettazzoni | PCF       |                                               |
| mai 2020                                 | En cours | Laëtitia Hurlin   | DVD       | Professeure des écoles, conseillère régionale |

## Population et société

### Démographie
L'évolution du nombre d'habitants est connue à travers les recensements de la population effectués dans la commune depuis 1793. Pour les communes de moins de 10 000 habitants, une enquête de recensement portant sur toute la population est réalisée tous les cinq ans, les populations de référence des années intermédiaires étant quant à elles estimées par interpolation ou extrapolation. Pour la commune, le premier recensement exhaustif entrant dans le cadre du nouveau dispositif a été réalisé en 2004.

En 2022, la commune comptait 326 habitants, en évolution de −16,41 % par rapport à 2016 (Meuse : −4,4 %, France hors Mayotte : +2,11 %).
| 1793 | 1800 | 1806 | 1821 | 1831 | 1836 | 1841 | 1846 | 1851 |
| ---- | ---- | ---- | ---- | ---- | ---- | ---- | ---- | ---- |
| 369  | 415  | 413  | 511  | 572  | 598  | 587  | 623  | 660  |

| 1856 | 1861 | 1866 | 1872 | 1876 | 1881 | 1886 | 1891 | 1896 |
| ---- | ---- | ---- | ---- | ---- | ---- | ---- | ---- | ---- |
| 630  | 663  | 630  | 604  | 650  | 589  | 565  | 534  | 505  |

| 1901 | 1906 | 1911 | 1921 | 1926 | 1931 | 1936 | 1946 | 1954 |
| ---- | ---- | ---- | ---- | ---- | ---- | ---- | ---- | ---- |
| 485  | 519  | 520  | 447  | 434  | 453  | 443  | 427  | 444  |

| 1962 | 1968 | 1975 | 1982 | 1990 | 1999 | 2004 | 2006 | 2009 |
| ---- | ---- | ---- | ---- | ---- | ---- | ---- | ---- | ---- |
| 447  | 433  | 360  | 408  | 367  | 388  | 373  | 361  | 376  |

| 2014 | 2019 | 2022 | - | - | - | - | - | - |
| ---- | ---- | ---- | - | - | - | - | - | - |
| 388  | 350  | 326  | - | - | - | - | - | - |

## Culture locale et patrimoine

### Lieux et monuments

#### Le grand Monthairon
- L'église Saint-Pierre-et-Saint-Paul, construite en 1827.
- Le monument aux morts.

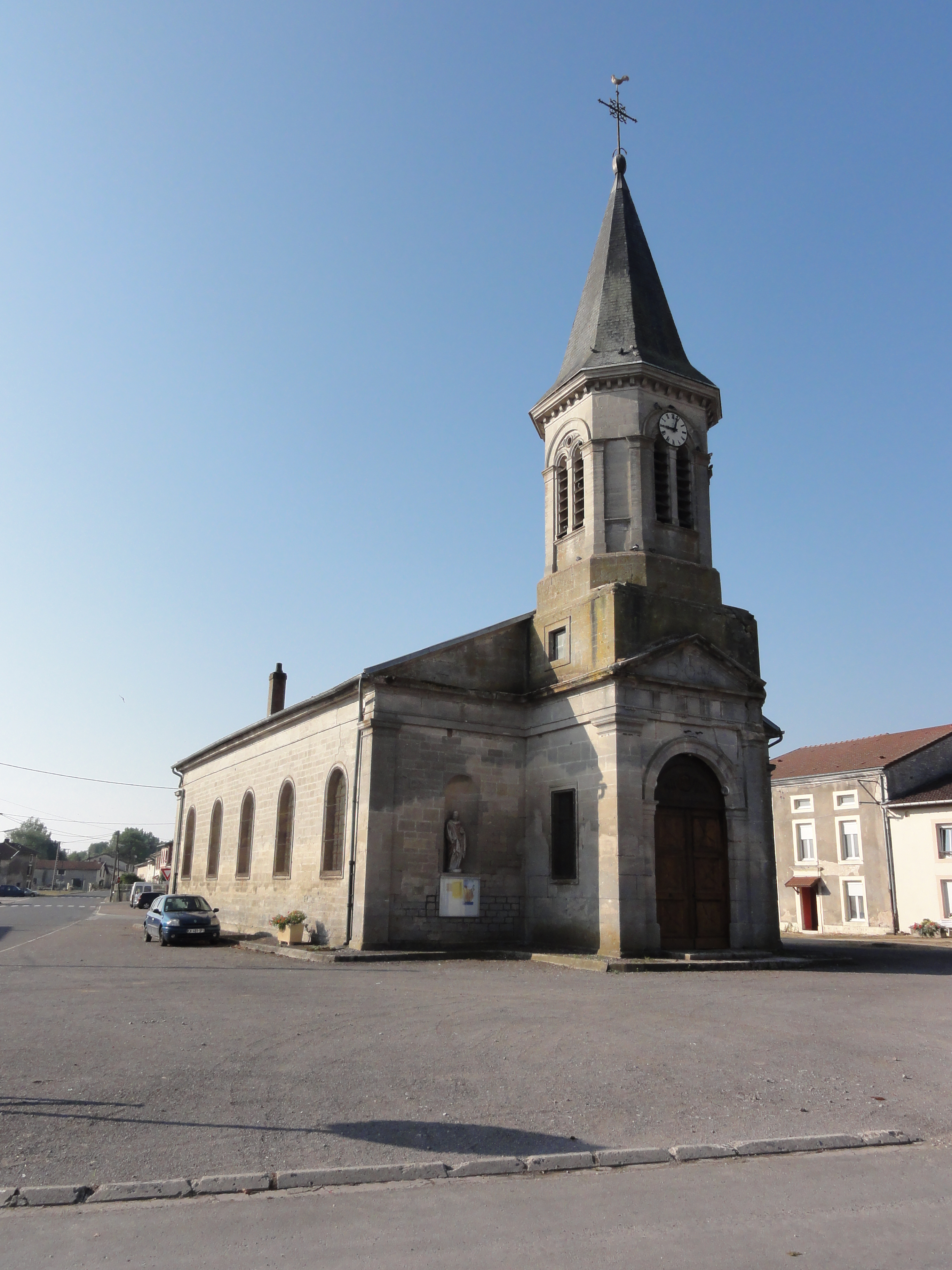
L'église Saint-Pierre-et-Saint-Paul.
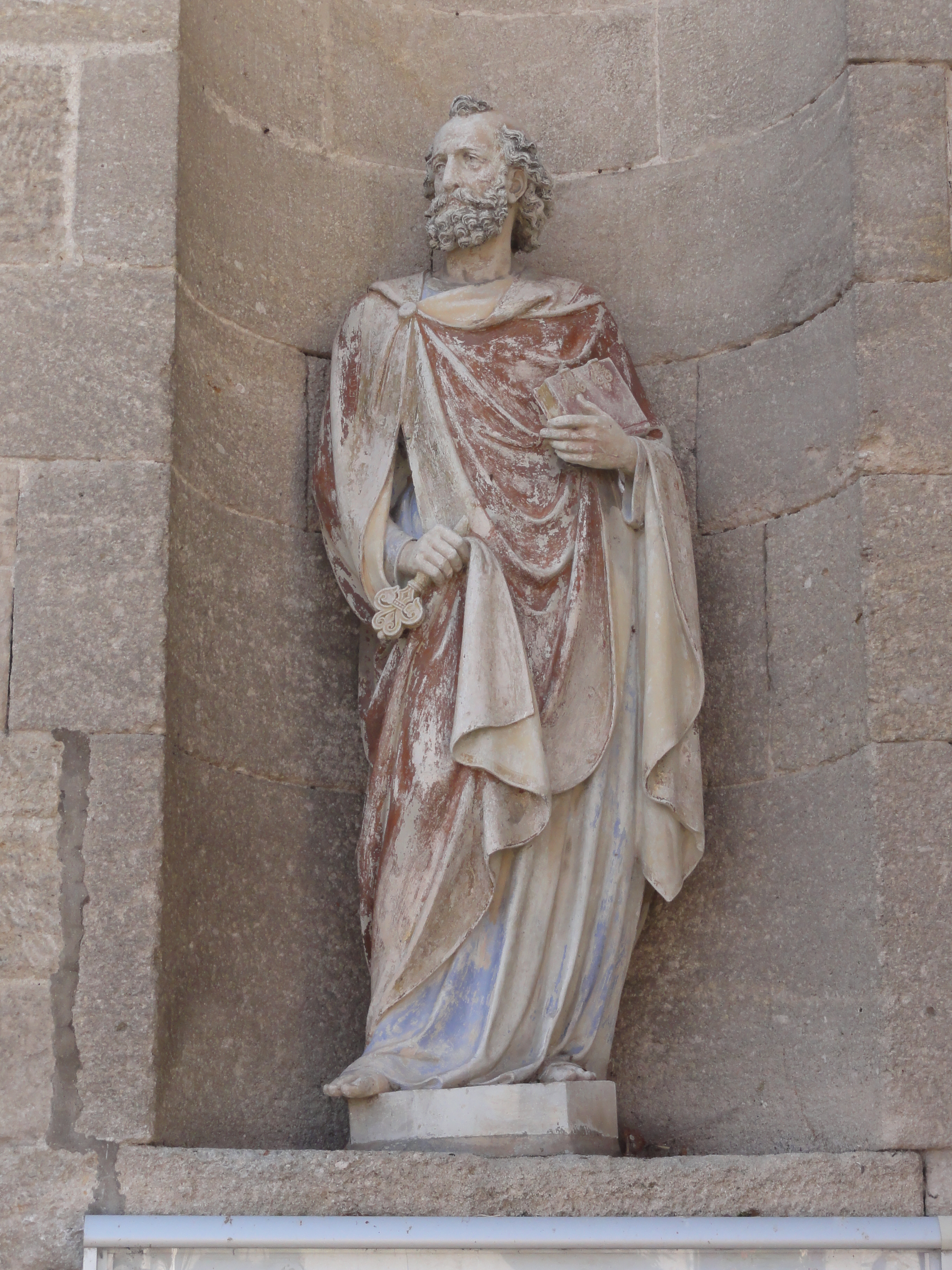
Statue de Saint Pierre sur la façade de l'église.
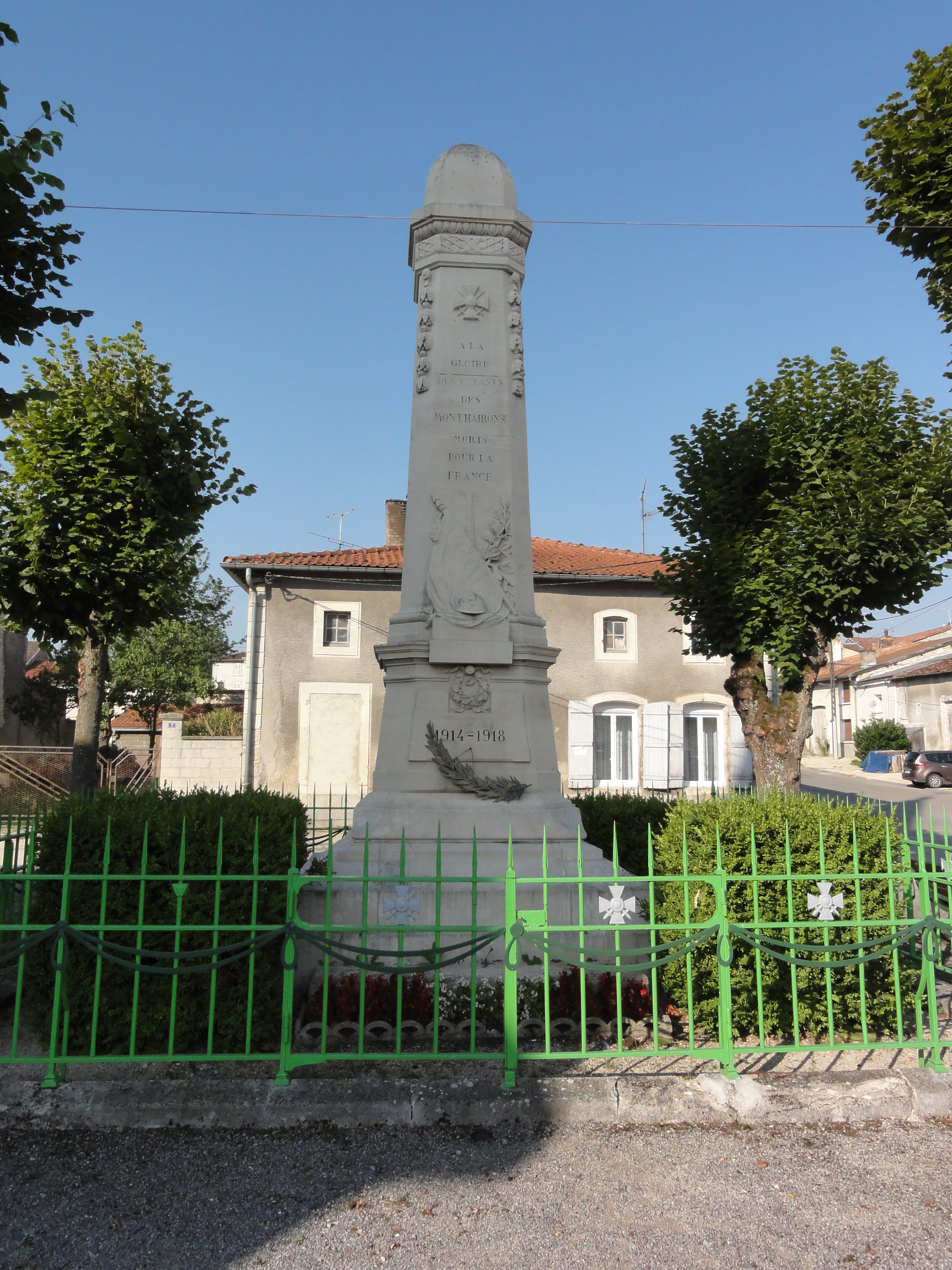
Monument aux morts.

#### Le petit Monthairon
- Château des Monthairons au Petit Monthairon  Inscrit MH (1996)[22].
- La chapelle seigneuriale du XVIIIe siècle dans le parc du château des Monthairons.
- Les tours pigeonniers du château des Monthairons.
- Chapelle de la Tour du Petit Monthairon.

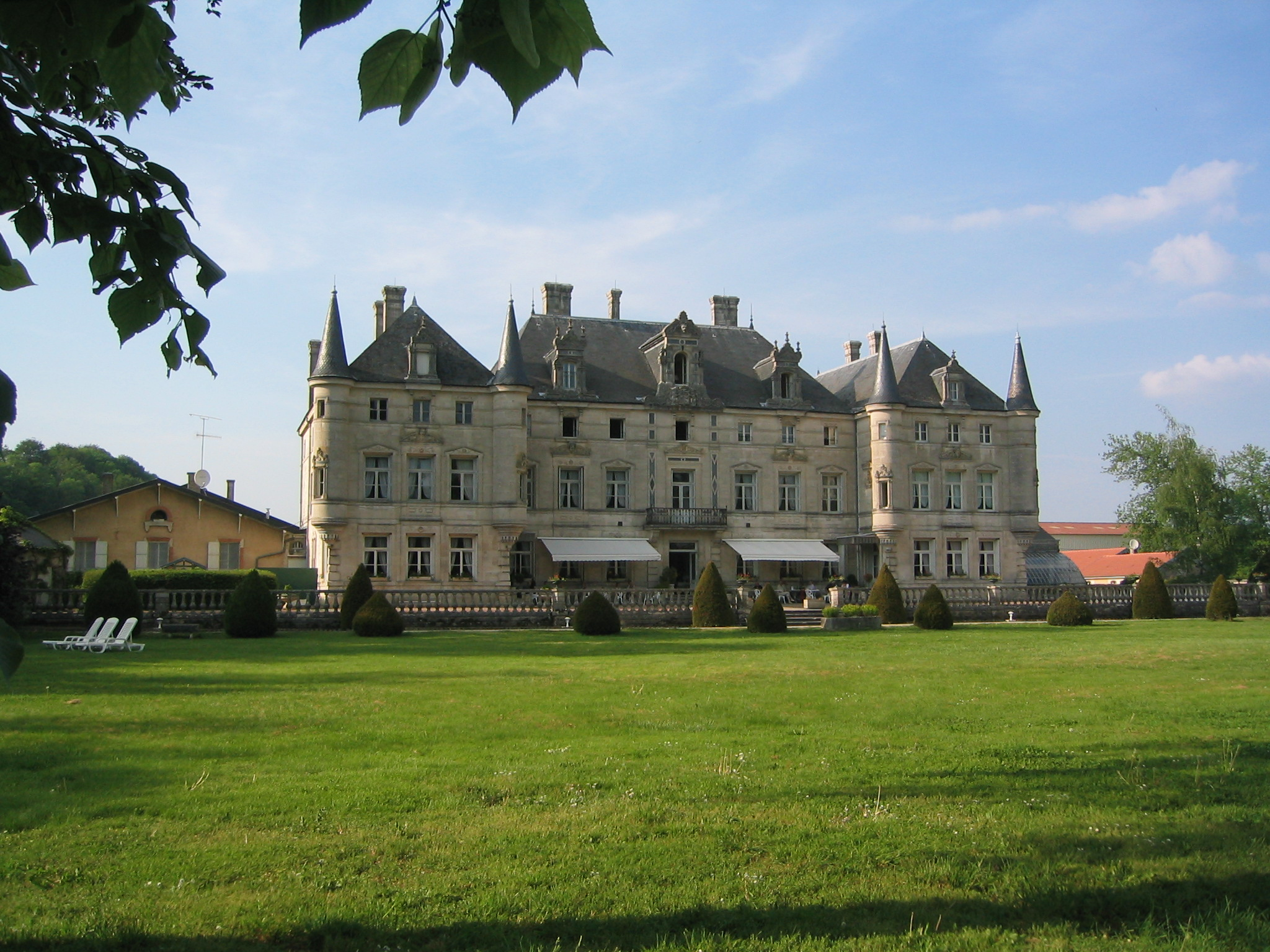
Château des Monthairons.
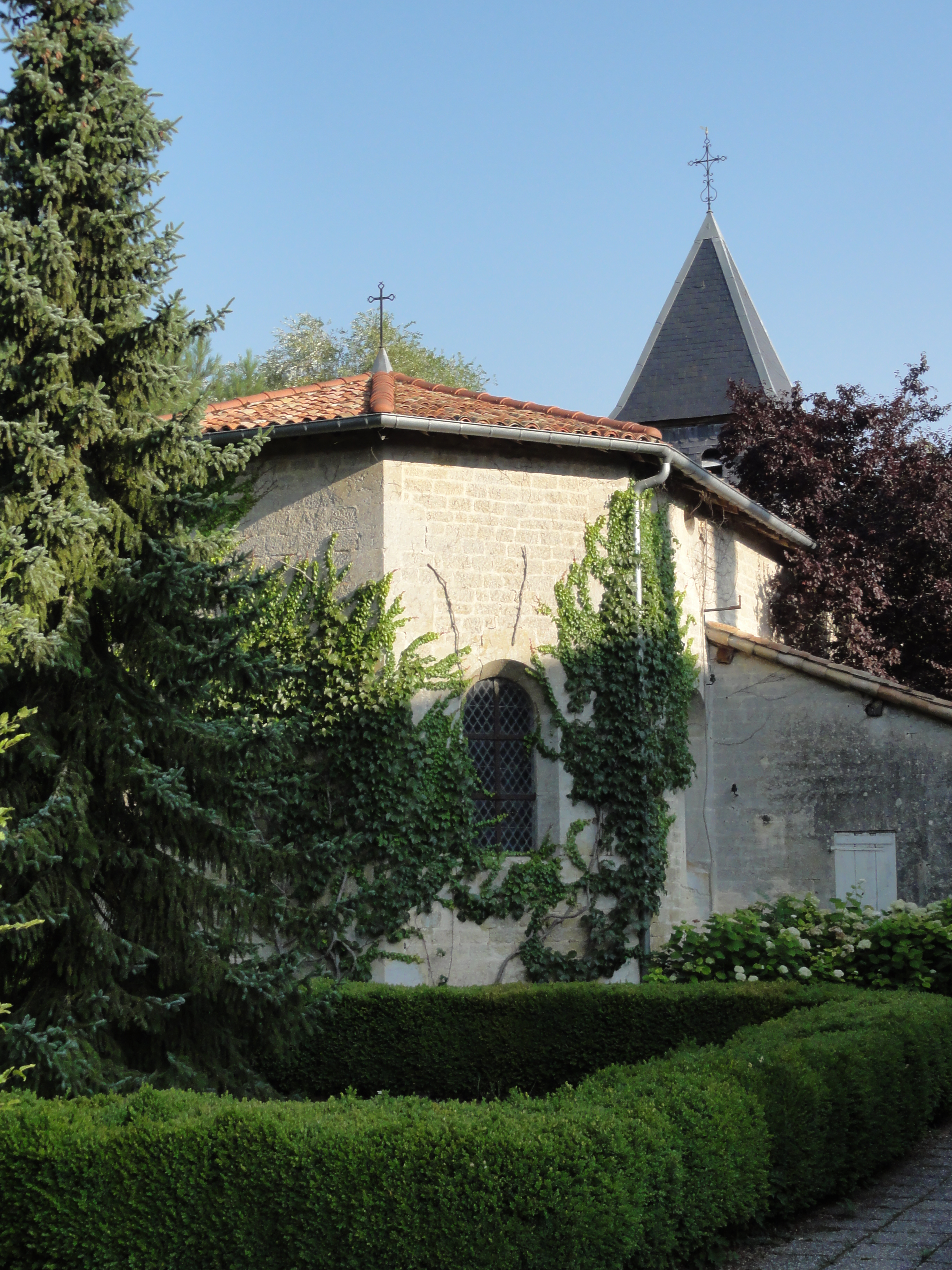
La chapelle seigneuriale du Petit Monthairon.
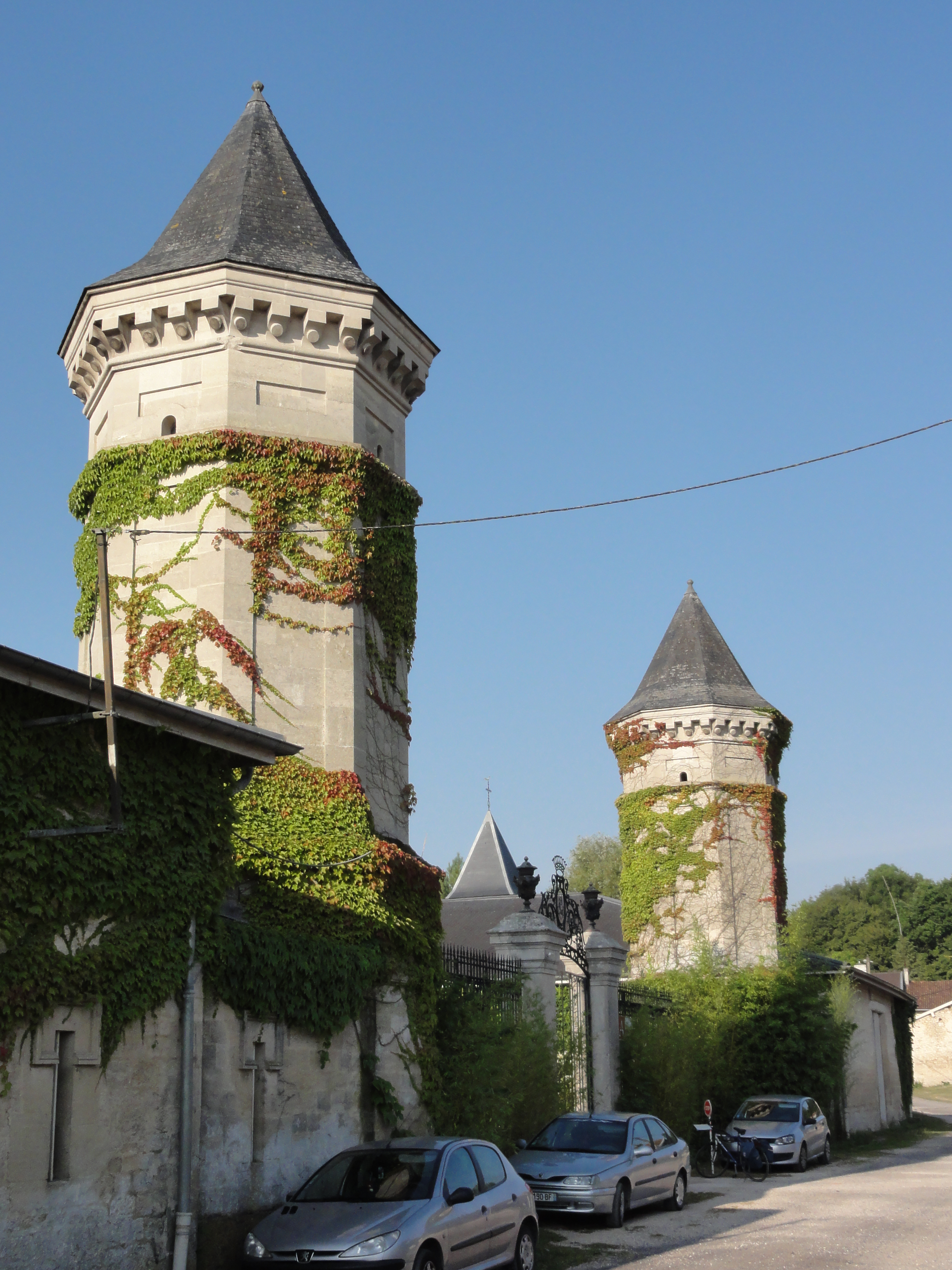
Les tours pigeonniers du château.
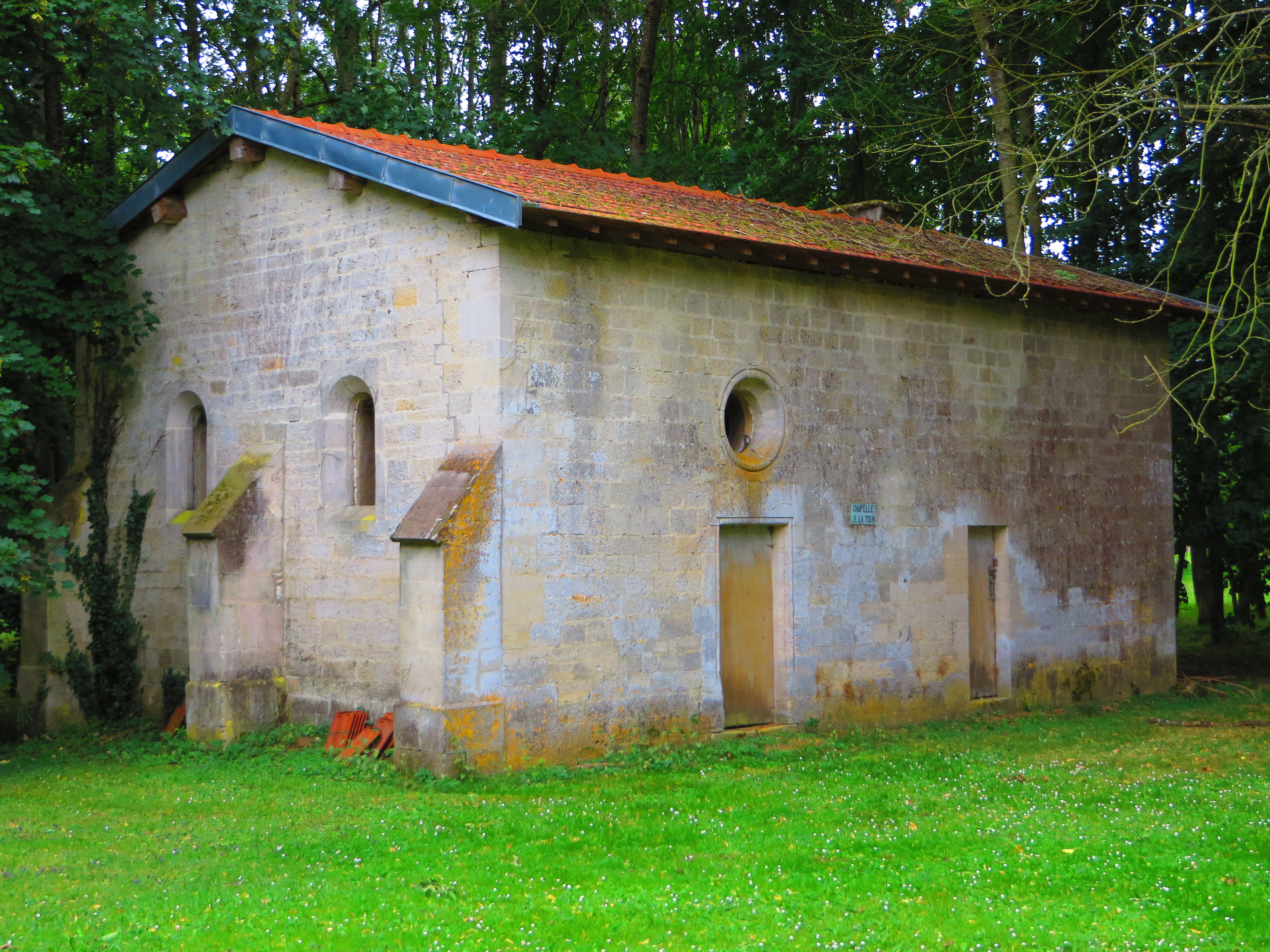
Chapelle de la Tour du Petit Monthairon.